# Citronellöl

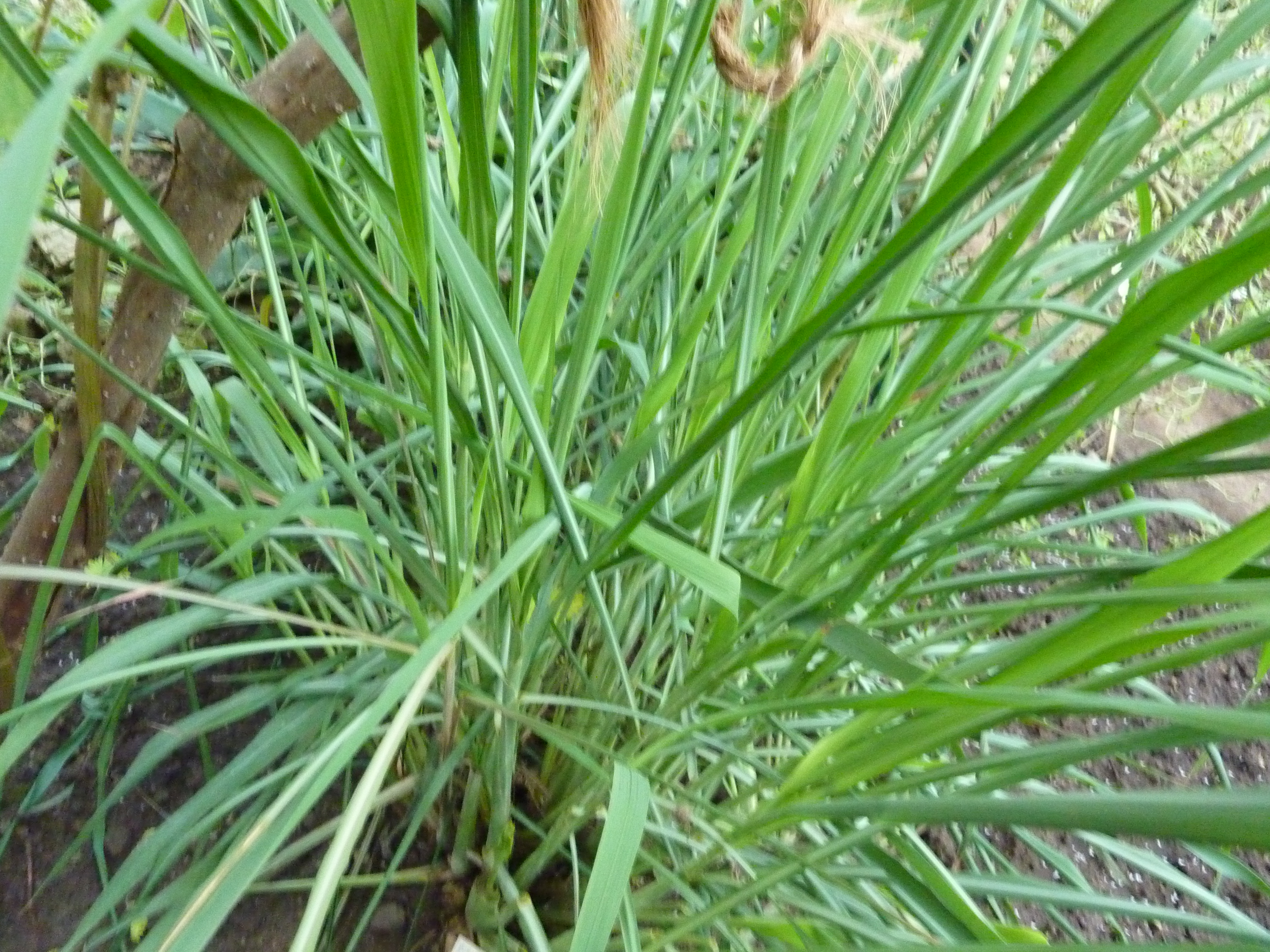
Zitronengras (Cymbopogon nardus)

Citronellöl ist ein ätherisches Öl, welches aus Zitronengräsern gewonnen wird und in der Parfümindustrie und als Insektenschutz Verwendung findet.

## Herstellung
Citronellöl wird aus den Blättern und Stielen verschiedener Zitronengräser (Cymbopogon) gewonnen.
Die jährliche Weltproduktion des Citronellöls liegt bei ungefähr 4000 Tonnen (2012), wobei China und Indonesien mit einem Produktionsanteil von 40 % die Hauptproduzenten sind. Aber auch in Taiwan, Guatemala, Honduras, Brasilien, Sri Lanka, Indien, Argentinien, Ecuador, Jamaica, Madagaskar, Mexiko und Südafrika wird das Öl hergestellt. Der Citronellöl-Markt bekam mit der chemischen Synthese aus Terpentin Konkurrenz, wobei das natürliche Citronellöl noch immer von der Parfümindustrie bevorzugt wird.

## Zusammensetzung

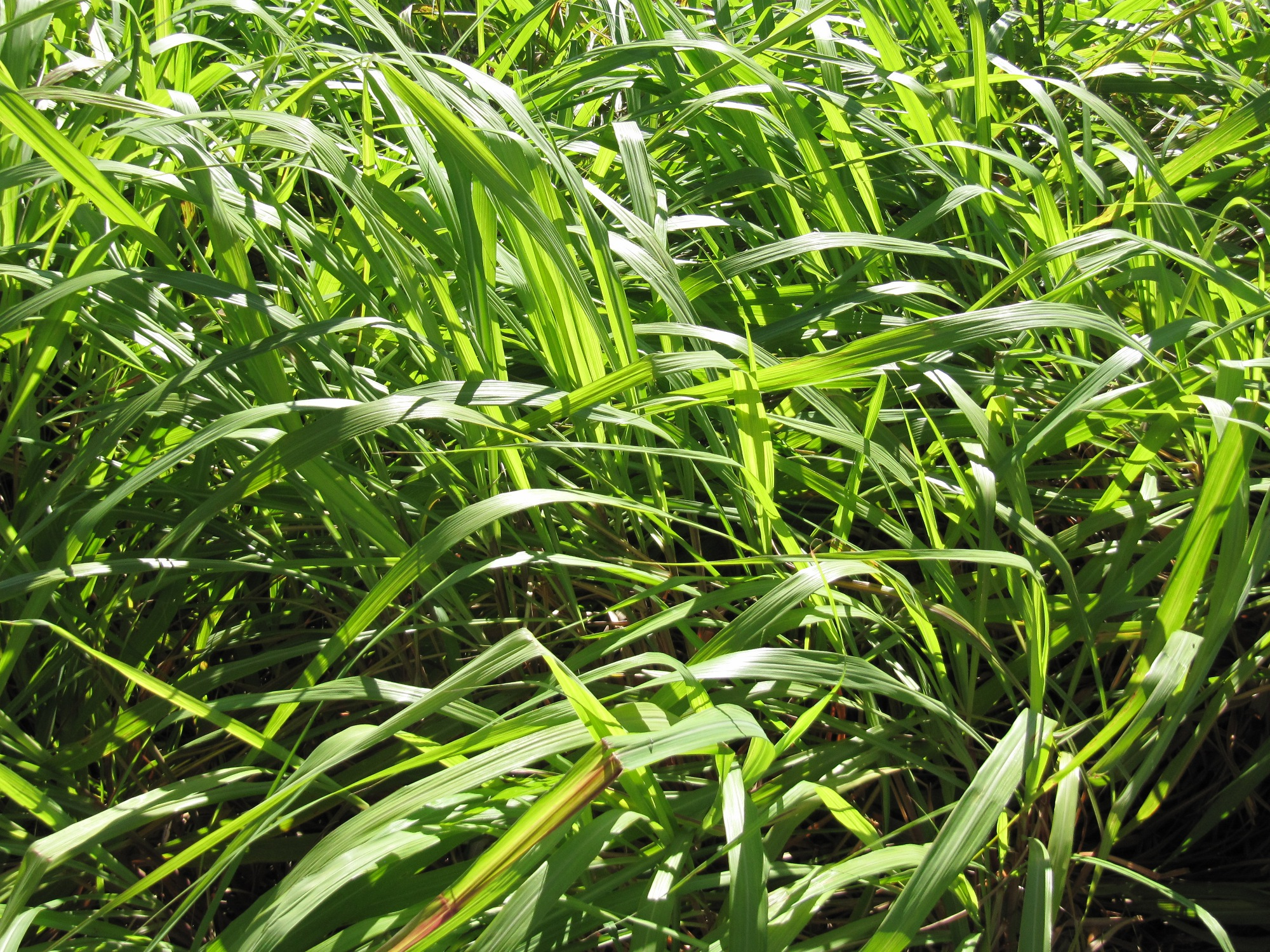
Zitronengras (Cymbopogon winterianus)

Es gibt zwei verschiedene Sorten des Citronellöls:
- Die Ceylon-Sorte (CAS-Nr.: 89998-15-2 / CAS-Nr.: 8000-29-1) wird aus Cymbopogon nardus gewonnen und besteht aus ca. 26–39 % Geraniol %, 5–16 % (+)-Citronellal und 8–10 % Methylisoeugenol. Ferner sind Limonen, Citronellol, Borneol, Camphen und andere enthalten.[4][5]
- Die Java-Sorte (CAS-Nr.: 91771-61-8 / CAS-Nr.: 8000-29-1) wird aus den oberirdischen Pflanzenteilen von Cymbopogon winterianus gewonnen. Das Öl besteht hauptsächlich aus ca. 25–54 % (+)-Citronellal und ca. 25–45 % Geraniol.[4][5] Pharmazeutische Qualitäten enthalten 30–45 % Citronellal, 20–25 % Geraniol, 3–8 % Geranylacetat, 1–5 % Limonen, 9–15 % Citronellol und 2–4 % Citronellylacetat. Neral und Geranial dürfen bis je maximal 2 % enthalten sein.[6]

Geraniol ist Hauptbestandteil der Ceylon-Sorte des Citronellöls.
Citronellal ist Hauptbestandteil der Java-Sorte des Citronellöls.

## Verwendung

### Parfümindustrie
Citronellöl wird als Rohstoffquelle der Parfümindustrie genutzt. Es findet besonders in Seifen, Kerzen, Parfüms, Kosmetik und Aromastoffen weltweit Anwendung. Da die Java-Sorte einen höheren Anteil an Geraniol und Citronellal („Gesamtgeraniol“) aufweist, ist besonders diese Sorte für die Parfümindustrie geeignet.

### Insektenschutz
Das Öl ist seit 1948 in Amerika als ein auf Pflanzen basiertes Insektenschutzmittel registriert und wird von der Environmental Protection Agency als ein nicht toxisches Insektenschutzmittel eingestuft. Auch die Food and Drug Administration versichert, dass das Citronellöl sicher ist (GRAS). Das Gesundheitsministerium von Kanada (Health Canada) hatte das Öl im Jahre 2012 zunächst als Insektenschutzmittel verboten. Seit Februar 2015 wurde dieses Verbot jedoch wieder aufgehoben. Der Mückenschutz des Öls ließ sich außerdem durch umfassende Forschung bestätigen, wobei eine Effektivität nachweisbar ist, sofern das Öl alle 30 bis 60 Minuten erneut auf die Haut aufgetragen wird. Forschungen ergaben zusätzlich, dass das Citronellöl wirksam gegen Kleiderläuse, Kopfläuse, Blutsauger und Wadenstecher ist.

### Sonstige Verwendung
Bei Tieren wird Citronellöl als ein Spray verwendet, um bellende Hunde zu beruhigen und auch antimykotische Eigenschaften lassen sich dem Öl zuschreiben.